# Jan Stach (zoolog)
Jan Wacław Stach (ur. 8 marca 1877 w Rzeszowie, zm. 28 lipca 1975 w Krakowie) – polski zoolog, apterolog, paleoteriolog, profesor Uniwersytetu Jagiellońskiego, muzealnik, nauczyciel, działacz sportowy, członek honorowy Polskiego Towarzystwa Entomologicznego, członek rzeczywisty Polskiej Akademii Nauk, członek Polskiej Akademii Umiejętności, doktor honoris causa Uniwersytetu Jagiellońskiego (1947).

## Kariera akademicka
Syn Karola. Ukończył studia zoologiczne na Uniwersytecie Jagiellońskim. Po studiach podjął pracę naukową na uniwersytecie i w 1900 roku obronił pracę doktorską. Stach należał do grona uczniów biologa, profesora Henryka Hoyera. W latach dwudziestych XX wieku kierował Muzeum Fizjograficznym w Krakowie. W 1951 roku Jan Stach uzyskał stanowisko profesora.

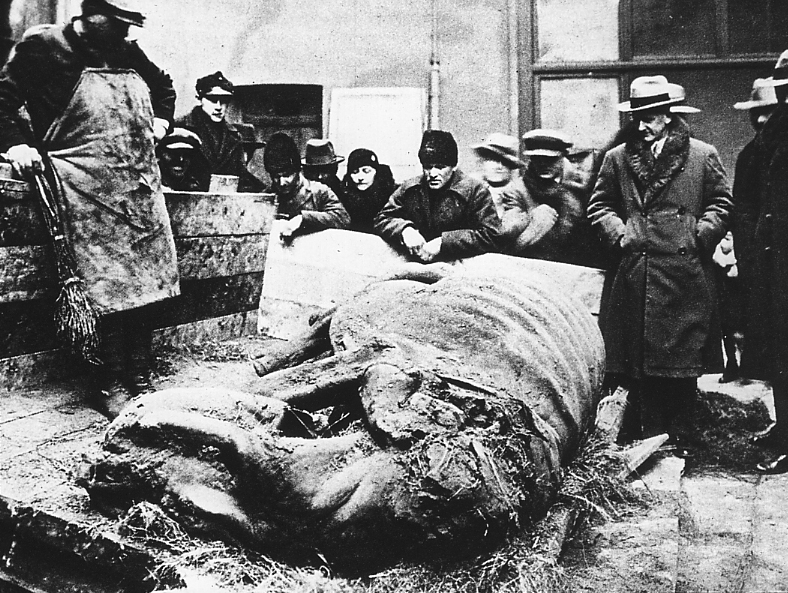
Nosorożec włochaty w Staruni

## Nosorożec włochaty ze Staruni
W 1929 roku Stach pełnił funkcję sekretarza Komisji Fizjograficznej PAN, która w sposób aktywny uczestniczyła w wykopaliskach w kopalni głębinowej ozokerytu na terenie wsi Starunia k. Stanisławowa. Odkryto wówczas między innymi jedyny na świecie kompletny (tzn. z zachowanym nie tylko szkieletem, ale i częściami miękkimi: częścią wnętrzności, mięśniami i skórą) egzemplarz wymarłego gatunku nosorożca Coelodonta antiquitatis (nosorożec włochaty) z epoki plejstocenu. Okaz ten znany jest w nauce jako tzw. drugi nosorożec ze Staruni. Od strony naukowej pracami nad preparacją okazu kierował Jan Stach. Eksponat ten znajduje się obecnie w zbiorach Muzeum Przyrodniczego Instytutu Systematyki i Ewolucji Zwierząt PAN. 

## Okres powojenny
Po II wojnie światowej Komisja Fizjograficzna PAN została rozwiązana, a w jej miejsce powstał Komitet Fizjograficzny, w ramach którego nadal działało Muzeum Fizjograficzne (przemianowane z czasem na Muzeum Przyrodnicze, a obecnie działa jako Muzeum Przyrodnicze Instytutu Systematyki i Ewolucji Zwierząt PAN). Jan Stach został ponownie mianowany kierownikiem tego muzeum i równocześnie redaktorem naczelnym periodyku „Prace Muzeum Przyrodniczego PAU” (ze zmienionym później tytułem: „Acta monographica Musei Historiae Naturalis”). Stach publikował w nim sukcesywnie rozbudowaną i szczegółową monografię owadów bezskrzydłych. Jest to praca niezmiennie ceniona wśród specjalistów. Pierwsze cztery tomy ukazały się w latach 1947–1951, a kolejne (5–9) w latach 1954–1963 już jako edycje Oddziału Krakowskiego Instytutu Zoologicznego PAN.

## Entomologia
W dziedzinie entomologii profesor Stach był specjalistą w zakresie systematyki, taksonomii, morfologii, faunistyki, zoogeografii i filogenezy współczesnych i kopalnych Apterygota, głównie Collembola. Opracowanie profesora Stacha o owadach bezskrzydłych Tatr należy do kanonu podstawowych pozycji entomologicznych w tym zakresie.

## Paleoteriologia
Profesor Stach był także specjalistą w zakresie paleoteriologii. Po II wojnie światowej Stach rozpoczął opracowywanie szczątków kopalnych ssaków plioceńskich odkrytych w geologicznym rezerwacie przyrody Węże w gminie Działoszyn. Do najcenniejszych odkryć profesora Stacha należy zidentyfikowanie i opisanie wypreparowanych z brekcji kostnej zebranej w rezerwacie Węże kopalnych śladów wymarłego gatunku niedźwiedzia Ursus wenzensis, zamieszkującego na terenie Polski w pliocenie. Formalny opis U. wenzensis został opublikowany w czasopiśmie „Acta Geologica Polonica” w 1959 roku.

## Podsumowanie osiągnięć naukowych
Do najważniejszych osiągnięć naukowych profesora Stacha można zaliczyć liczne redeskrypcje i opisy nowych taksonów (łącznie kilkadziesiąt rodzajów i ponad 270 gatunków), wprowadzenie taksonów wyższej rangi i uporządkowanie systematyki Collembola, opublikowanie ponad 70 prac, zgromadzenie bogatych zbiorów (liczące ok. 65 000 egzemplarzy) owadów, w tym kilkaset holotypów i paratypów. 

## Eponimia
Nazwisko profesora zostało uwiecznione w epitetach gatunkowych lub nazwach rodzajowych wielu zwierząt, między innymi w nazwach rodzajowych wszoła Stachiella Kéler, 1938, skoczogonka Ianstachia Bagnal, 1949 oraz kopalnego gryzonia Stachomys Kowalski, 1960, a także w nazwie gatunkowej dereniówki Stacha Antispila stachjanella Dziurzynski, 1948.

## Ordery i odznaczenia
- Order Sztandaru Pracy I klasy
- Krzyż Oficerski Orderu Odrodzenia Polski (19 lipca 1954)[3]

## Nagrody
- Nagroda Państwowa I stopnia za monografię owadów bezskrzydłych i prace w dziedzinie paleontologii (1952)[16]